# Anton Wilhelm Scheel

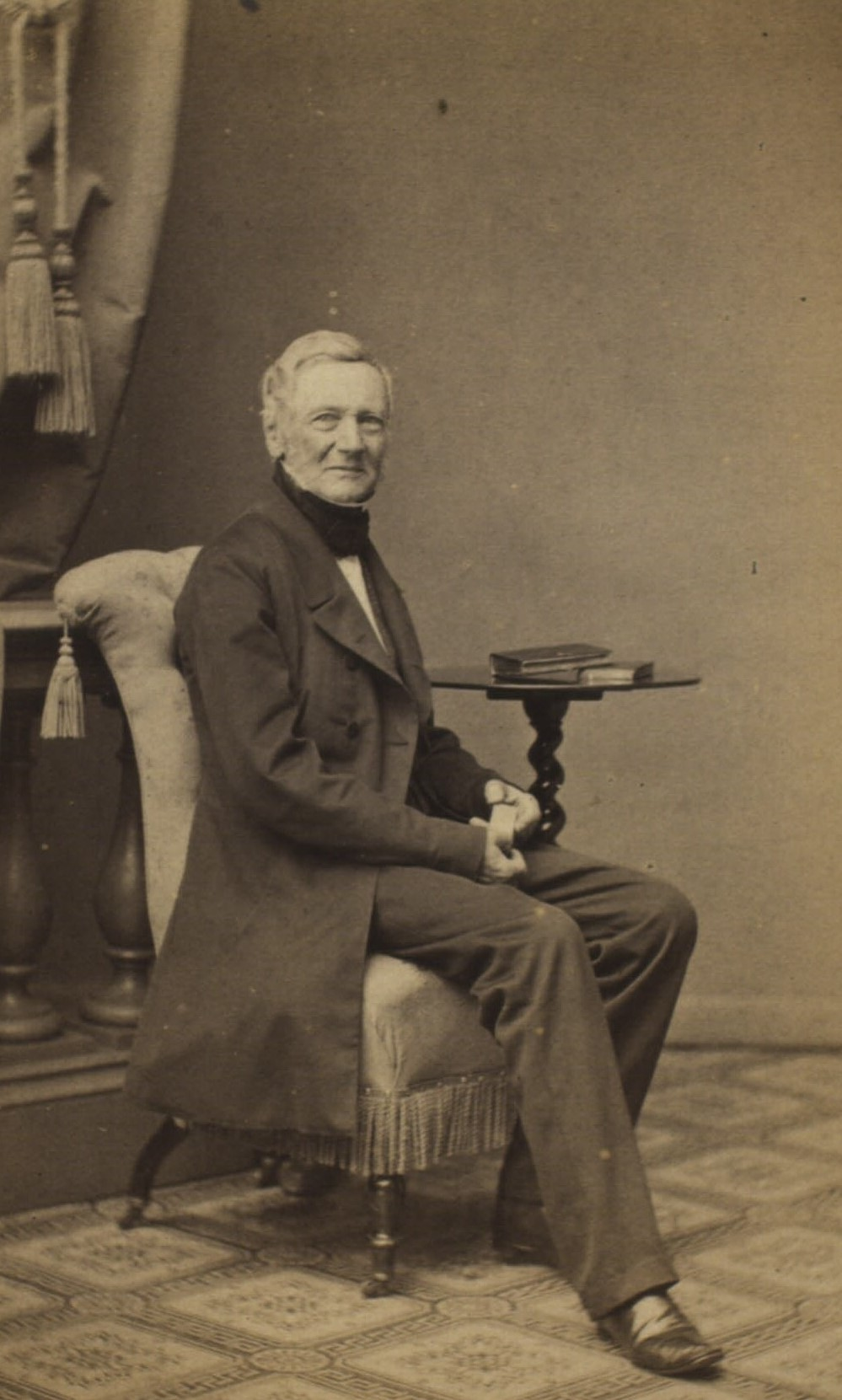
Anton Wilhelm Scheel.

Anton Wilhelm Scheel, född den 28 december 1799 i Stavanger, död den 30 april 1879, var en dansk rättslärd.
Scheel blev 1815 löjtnant och var 1818–1819 med den danska ockupationskåren i Frankrike. Efter hemkomsten ägnade han sig åt studier, tog 1825 juridisk examen och 1836 doktorsgraden samt blev 1826 auditör, 1829 landsoverretsassessor i Köpenhamn och 1836 professor vid universitetet samt var 1846–1871 generalauditör. Scheel deltog som en av de danska fullmäktige i fredsslutet i Berlin 1850, var 1851 medlem av notabelförsamlingen i Flensborg och juli 1851–januari 1855 justitieminister. I likhet med de övriga medlemmarna av Ørsteds ministär blev han anklagad inför riksrätten, men frikänd 1856.
Redan tidigt slog Scheel sig på studiet av krigslagstiftningen och skrev förträffliga avhandlingar i detta ämne. År 1850 utarbetade han en serie utkast till straff- och rättegångslagar för den danska krigsmakten samt 1867 ett nytt utkast, som blev grundvalen för strafflagen för krigsmakten 1881. Som justitieminister hade han väsentlig del i lagen om riksrätten 1852. Hans huvudverk var dock de ypperliga handböckerna i Person- og Familieret (1859–1860; 2:a upplagan 1876–1877) och i Privatrettens almindelige Del (1865–1866), utmärkta både genom grundlighet och skarpsinne.